# روسولا متباينة الأوراق
روسولا متباينة الأوراق (الاسم العلمي: Russula heterophylla) هي نوع من الفطريات تتبع جنس الروسولا من الفصيلة الروسولية.